# نرگس اسکندری گرونبرگ
نرگس اسکندری-گرونبرگ (آلمانی: Nargess Eskandari-Grünberg؛ زاده ۱ اسفند ۱۳۴۳ در تهران) روانشناس و سیاستمدار ایرانی-آلمانی عضو حزب سبز آلمان (Bündnis 90/Die Grünen)است که به عنوان شهردار موقت فرانکفورت فعالیت می‌کند.

## بازداشت
اسکندری به دلیل مخالفت با سیاست نظام جمهوری اسلامی ایران در دهه ۱۳۶۰ بازداشت شد. وی در آن زمان باردار بود و فرزندش را در زندان اوین به دنیا آورد. فرزند او مریم زارع پس از مهاجرت به آلمان مستندی با عنوان متولد اوین ساخت و بخشی از زندگی‌نامه خود در این ایام را به نمایش گذاشت.

## شهردار فرانکفورت
نرگس اسکندری در ۲۳ شهریور ۱۴۰۰ به عنوان نخستین ایرانی در فرانکفورت آلمان، به عنوان شهردار موقت انتخاب شد.

## سوابق
برخی از سوابق اجرایی اسکندری عبارتند از:
- رئیس کمیته همبستگی اجتماعی شورای شهر فرانکفورت
- مدیریت یک مرکز مشاوره سازمان صلیب سرخ برای مهاجران سالمند در شهر فرانکفورت[۷]

## اعتراض به قتل مهسا
خانم اسکندری-گرونبرگ تظاهراتی را در فرانکفورت علیه حکومت ایران در جریان اعتراضات مهسا امینی در سال 2022 ترتیب داد و به طور نمادین بخشی از خیابان مقابل کنسولگری ایران را به خیابان ژینا-مهسا-امینی تغییر نام داد.